# 중화민국 개요
중화민국 소개를 위해 정리한 개요이다.

중화민국의 위치

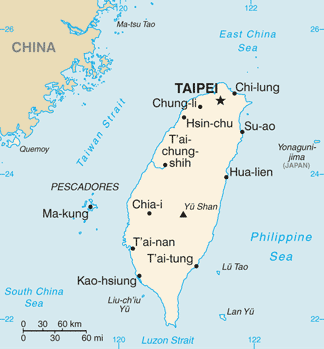
중화민국 지도

중화민국은 동아시아에 위치한 국가이다. 본래 중국 대륙을 통치했으나, 현재는 대만섬과 펑후 제도, 마쭈 열도 등의 부속 도서만을 통치하고 있다. 정부는 타이베이시에 위치한다. 국공 내전 이후 중국공산당이 중국 대륙을 차지하고 1949년에 중화인민공화국을 수립했다. 국부천대 이후 중화민국은 대만 지구만을 실효지배하고 있다. 1971년, 중화인민공화국이 중화민국을 대신하여 유엔에서 중국을 대표하게 되었다. 중화민국은 이후 반세기 동안 빠르게 산업화되었다. 중화민국은 1980년대와 1990년대 초반에 다당제 선거를 통해 민주화되었다. 중화민국은 아시아의 네 마리 용 중 하나이자 세계무역기구, 아시아 태평양 경제협력체의 회원국이다. 중화민국의 하이 테크 산업은 세계 경제에서 중요한 역할을 하고 있다.

## 기본 정보
- 통상 자칭 지명: 중국어 정체자: 臺灣 / 台灣, 병음: Táiwān
- 공식 국호: 중국어 정체자: 中華民國, 병음: Zhōnghuá Mínguó
- ISO 국가 표준: TW, TWN, 158
- ISO 지역 표준: ISO 3166-2:TW
- 국가 코드 최상위 도메인: .tw

## 중화민국의 지리
- 대만
- 위치:
  - 북반구, 동반구
    - 아시아
      - 동아시아

  - 태평양
    - 동중국해
    - 필리핀해
      - 바시 해협

    - 남중국해
      - 대만 해협

  - 시간대: UTC+08:00
  - 중화민국의 극점:
    - 최고점: 위산 3,952m
    - 최저점: 태평양 0m

  - 지상 국경: 없음
  - 해안선: 1,566km

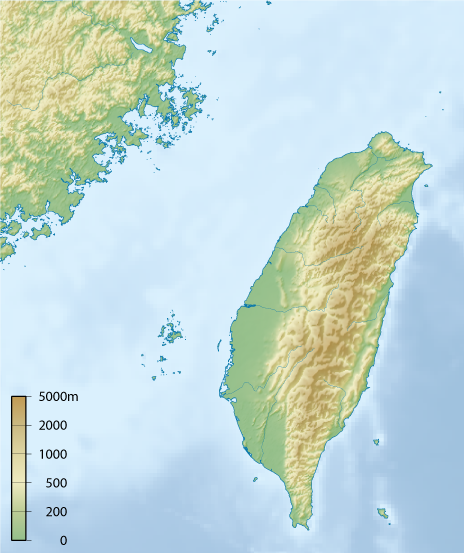
중화민국 지형도

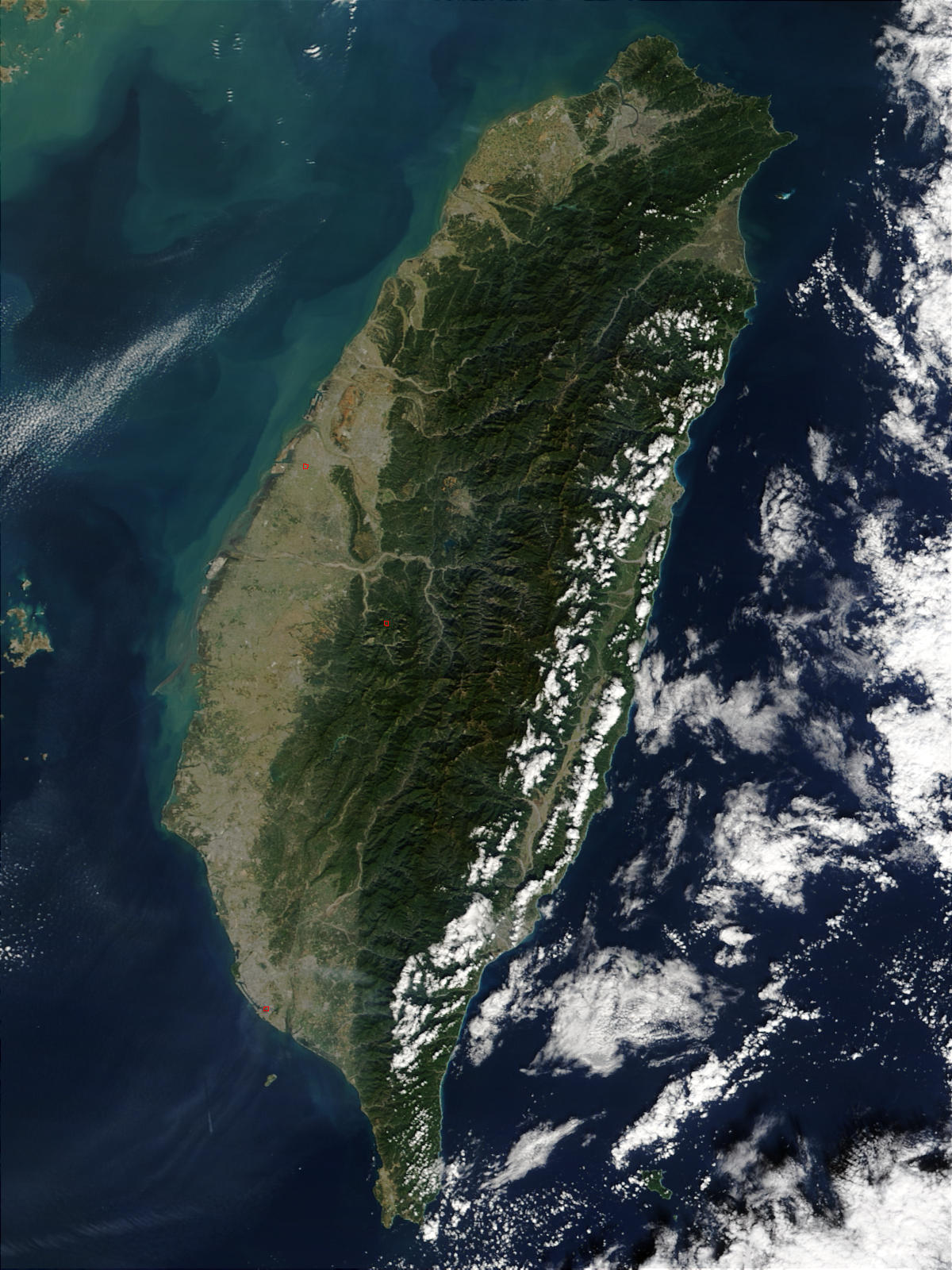
미국 항공우주국의 테라 인공위성으로 촬영한 중화민국 위성 사진

- 중화민국의 인구: 23,503,349명 - 세계 53위
- 중화민국의 영토: 36,193km2 - 세계 134위
- 중화민국의 국립공원 목록

### 중화민국의 지형
- 대만
- 대만 해협
- 중화민국의 세계유산: 없음

### 중화민국의 행정 구역
- 행정 구역 분류:
  - 6개 직할시와 3개 성할시
    - 170개 구

  - 13개 현
    - 14개 현할시와 184개 향

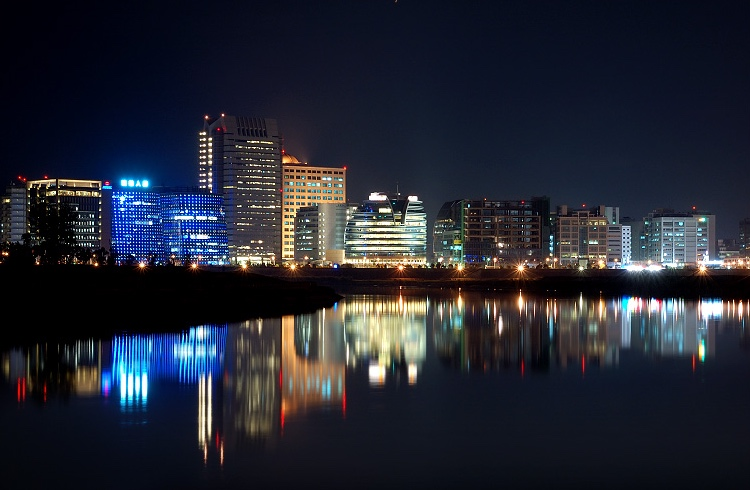
타이베이시 네이후구

- 6개 직할시: 가오슝시, 신베이시, 타오위안시, 타이난시, 타이베이시, 타이중시
- 3개 성할시: 신주시, 자이시, 지룽시
- 13개 현: 난터우현, 롄장현, 먀오리현, 신주현, 윈린현, 이란현, 자이현, 장화현, 진먼현, 타이둥현, 펑후현, 핑둥현, 화롄현

## 중화민국의 정치
- 정부 형태: 간접 민주주의 이원집정부제 공화국
- 중화민국의 수도: 타이베이시

### 중화민국의 선거
- 중화민국의 총통 선거
  - 1996년 - 2000년 - 2004년 - 2008년 - 2012년 - 2016년
- 중화민국 입법원 선거
  - 1995년 - 1998년 - 2001년 - 2004년 - 2008년 - 2012년 - 2016년

### 중화민국의 정책과 사상
- 탈중국화
  - 대만 독립운동
- 중국화
  - 삼민주의
  - 중국의 재통일

### 중화민국의 정당
- 민주진보당
- 중국 국민당
- 시대역량
- 친민당
- 무당단결연맹

### 중화민국의 정부

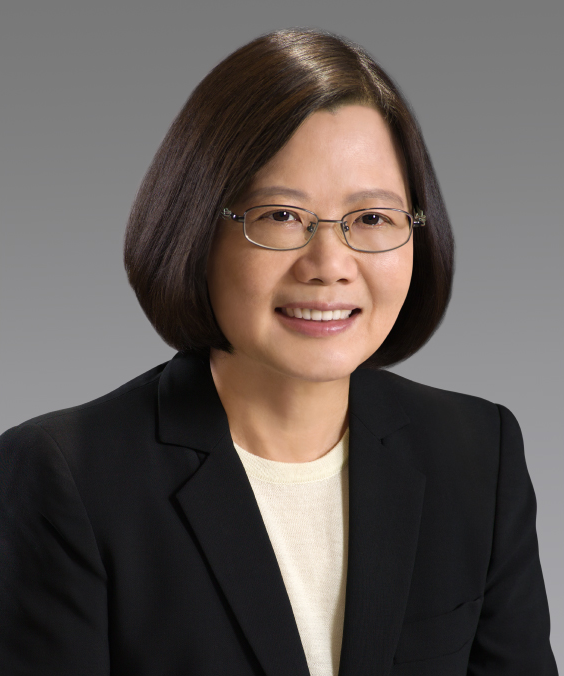
차이잉원 중화민국 총통

- 국가원수: 차이잉원 총통
  - 부총통: 천젠런
- 오권분립

#### 중화민국 행정원
- 중화민국의 행정원장
- 중화민국 내정부
- 중화민국 외교부
- 중화민국 국방부
- 중화민국 재정부
- 중화민국 교육부
- 중화민국 법무부
- 중화민국 경제부
- 중화민국 교통부
- 중화민국 위생복리부

### 중화민국의 대외 관계
- 양안 관계
  - 일변일국
  - 중국의 재통일
  - 중화 타이베이
- 중화민국의 재외기구 목록
- 사불일몰유
- 타이완 지구
- ISO 3166-2:TW
- 대만 독립운동
- 중화민국 여권
- 미국-중화민국 관계
  - 미국재대만협회
  - 대만관계법

#### 중화민국이 가입한 국제 기구
중화민국은 다음 국제 기구들의 회원국이다:
- 국제노동조합연합 (중화 타이베이)
- 국제 상업 회의소 (중화 타이베이)
- 국제 올림픽 위원회 (중화 타이베이)
- 세계노동연합
- 세계노동조합연맹
- 세계무역기구 (대만, 펑후, 진먼, 마쭈 개별 관세 영역)
- 아시아 개발 은행 (중화 타이베이)
- 아시아 태평양 경제협력체 (중화 타이베이)

중화민국은 유엔 회원국이 아니다:
- 중화민국은 유엔 창설 당시 회원국이었으나, 1971년에 중화인민공화국에 의한 유엔 총회 결의 제2758호로 유엔을 탈퇴했다.
- 중화민국의 유엔 가입 요청은 거부되고 있다.[1]

### 중화민국의 법률과 제도
- 중화민국 헌법
- 중화민국 내정부 경정서

### 중화민국의 정치적 및 법적 지위
- 타이완 문제
- 중국의 재통일
- 타이완 독립운동

#### 중화민국의 지위에 관한 조약
- 시모노세키 조약
- 카이로 회담
- 얄타 회담
- 포츠담 선언
- 유엔 헌장
- 샌프란시스코 강화 조약
- 중일화평조약
- 상하이 코뮈니케

### 중화민국의 군사

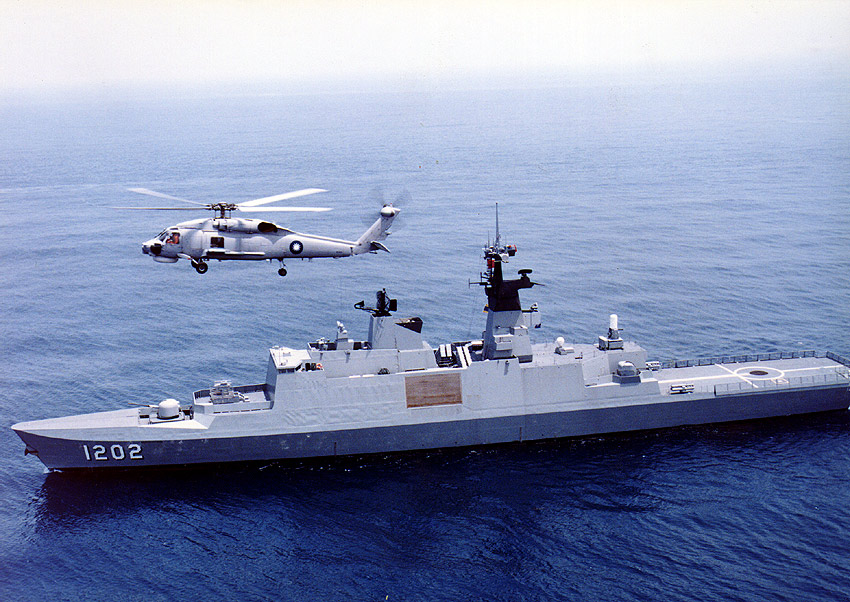
중화민국 해군의 캉딩급 호위함과 S-70C 헬리콥터

- 통수권자: 차이잉원
- 중화민국 국방부
- 중화민국 육군
- 중화민국 해군
- 중화민국 공군

### 중화민국의 정치인
- 롄잔
- 뤼슈롄
- 리덩후이
- 마잉주
- 셰창팅
- 쑹메이링
- 쑹추위
- 옌자간
- 장샤오옌
- 장제스
- 장징궈
- 천수이볜

## 중화민국의 역사
- 2·28 사건
- 메이리다오 사건

### 시대 구분
- 대만의 선사 시대
- 미다그 왕국
- 네덜란드령 포르모사
- 정씨왕국
- 대만청치시기
- 대만민주국
- 대만일치시기
- 제2차 세계 대전 이후 대만

### 중화민국의 군사사
- 구닝터우 전투
- 제1차 타이완 해협 위기
- 진먼 포격전

## 중화민국의 문화

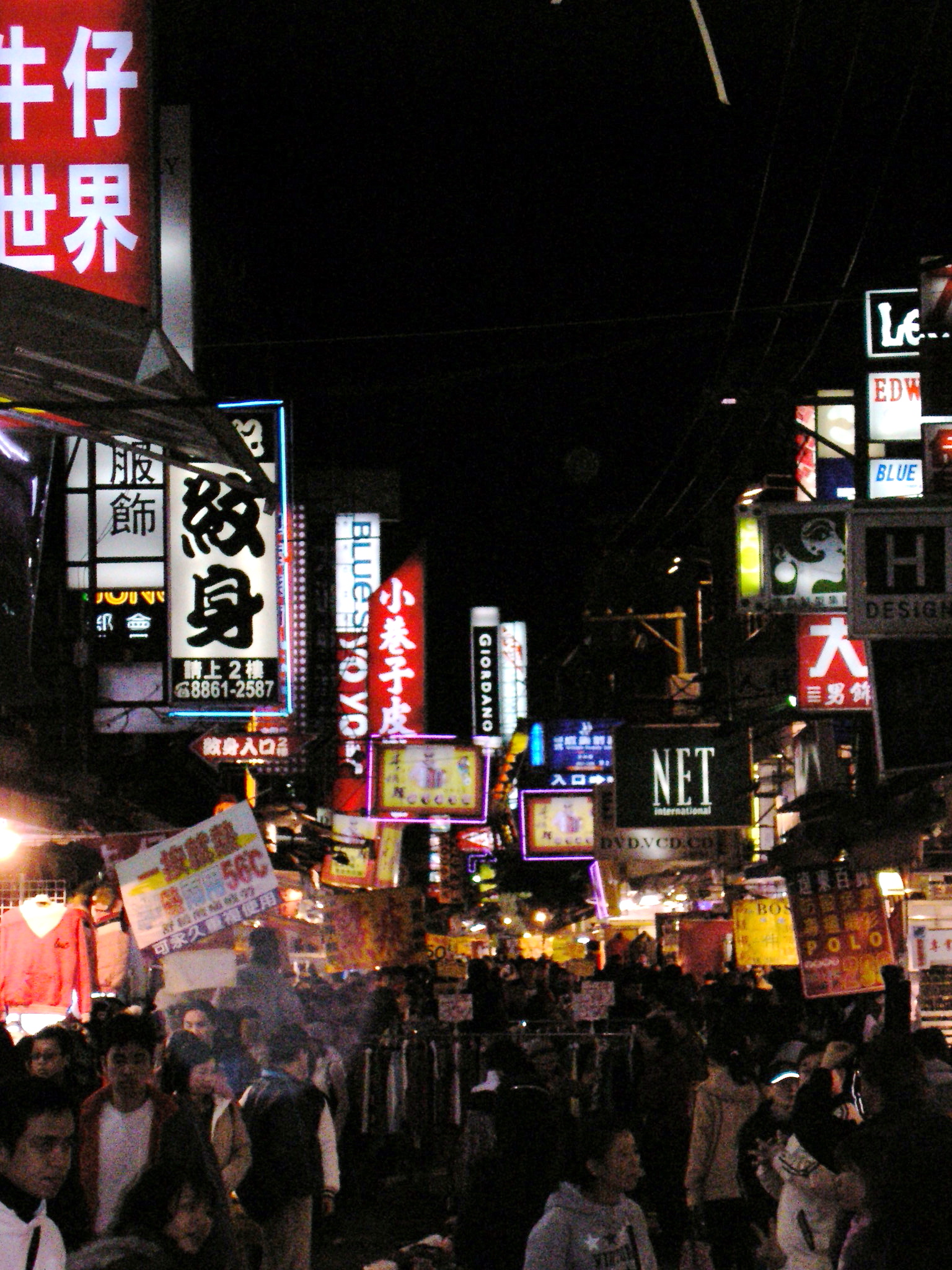
타이베이시 스린구의 스린 야시장

- 중화민국의 국기
- 중화민국의 국장
- 중화민국의 국가
- 대만의 로마 가톨릭교회
- 대만의 성매매
- 중화민국의 세계유산: 없음

### 중화민국의 건축
- 국립국부기념관
- 타이베이 101

### 중화민국의 예술
- 가자희
- 장공기념가
- 대만의 영화
- 대만의 텔레비전 드라마

### 중화민국의 언론
- 공공전시문화사업기금회
- 타이베이 타임스
- TVBS

### 중화민국의 박물관
- 국군역사문물관
- 국립고궁박물원
- 국립 타이완 박물관
- 순이타이완 원주민 박물관
- 타이베이 시립미술관

### 대만 요리
- 대만맥주
- 타이양빙

### 중화민국의 언어
- 중화민국 국어
- 대만어

### 대만인
- 한족
- 타이완 원주민
- 타이완계 미국인

### 중화민국의 스포츠
- 중화 직업봉구 대연맹

## 중화민국의 경제와 산업

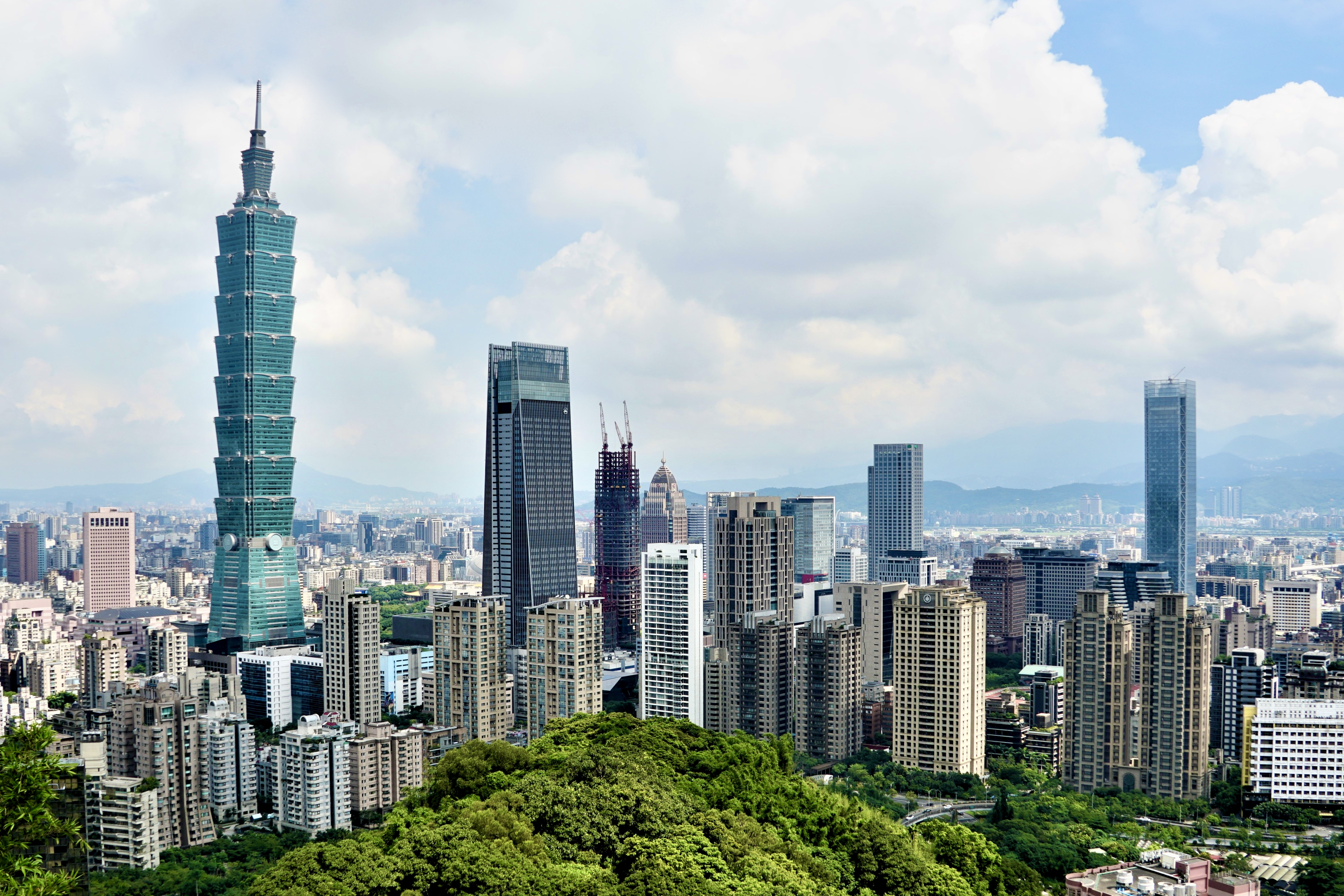
타이베이시는 중화민국의 수도이자 경제 중심지이다. 타이베이 101은 2004년부터 2010년까지 세계 최고층 건물이었다

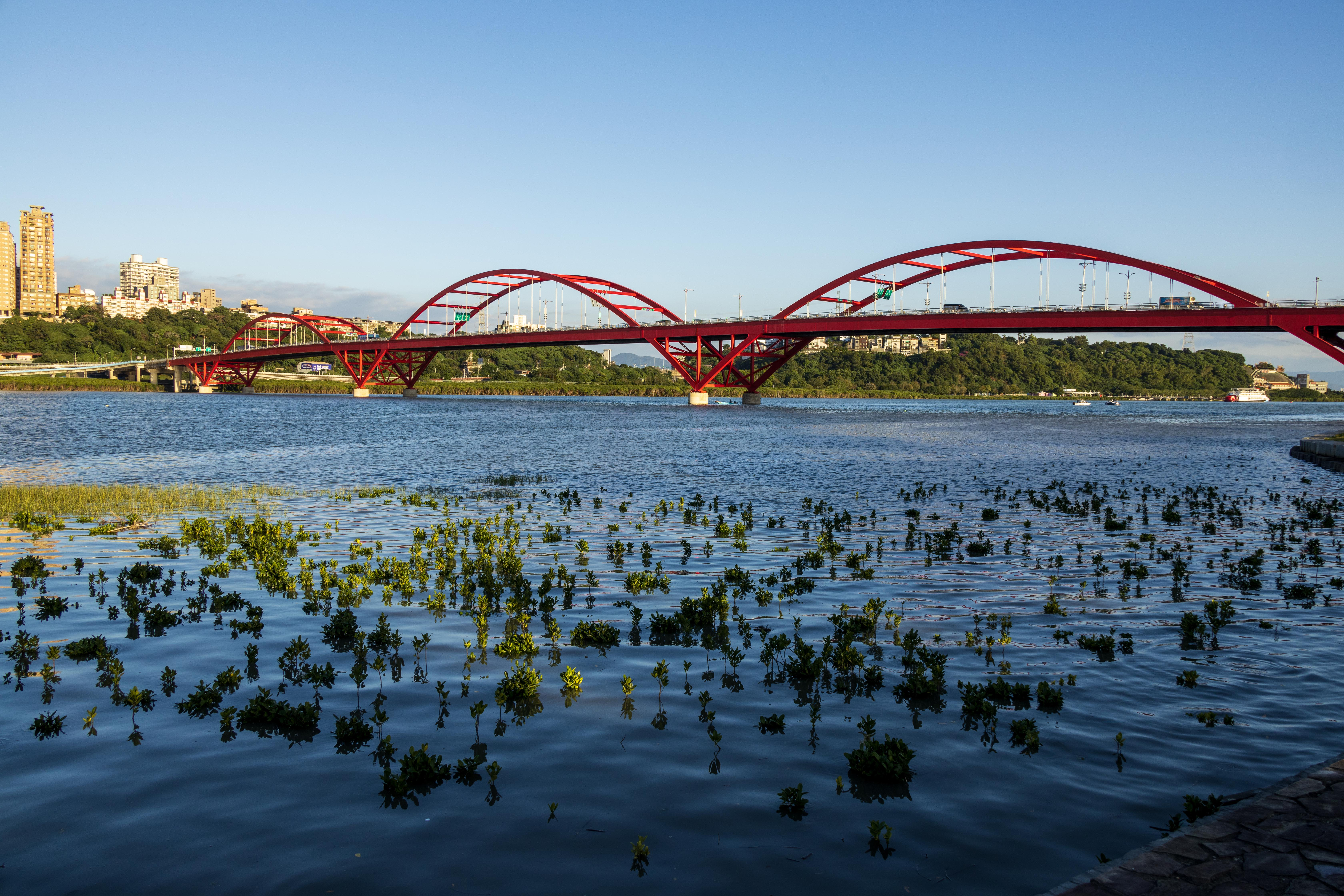
신베이시의 단수이강

- 통화: 신 대만 달러
  - ISO 4217: TWD
- 중화민국 중앙은행
- 타이완 증권거래소
  - 가권지수
- 대만의 기업 목록
- 아시아의 네 마리 용
- 중화민국의 일반 국도
- 중화항공
- 타이완 고속철도
- 타이완 철로 관리국

## 중화민국의 과학과 기술
- 국립 타이완 대학
- 대만의 대학 목록
- 중산과학연구원
- 대만 중앙연구원